# Liste der Baudenkmäler in Kößlarn
Auf dieser Seite sind die Baudenkmäler in dem niederbayerischen Markt Kößlarn zusammengestellt. Diese Tabelle ist eine Teilliste der Liste der Baudenkmäler in Bayern. Grundlage ist die Bayerische Denkmalliste, die auf Basis des Bayerischen Denkmalschutzgesetzes vom 1. Oktober 1973 erstmals erstellt wurde und seither durch das Bayerische Landesamt für Denkmalpflege geführt wird. Die folgenden Angaben ersetzen nicht die rechtsverbindliche Auskunft der Denkmalschutzbehörde.

## Ensembles

### Ensemble Marktplatz Kößlarn
Aktennummer: E-2-75-131-1

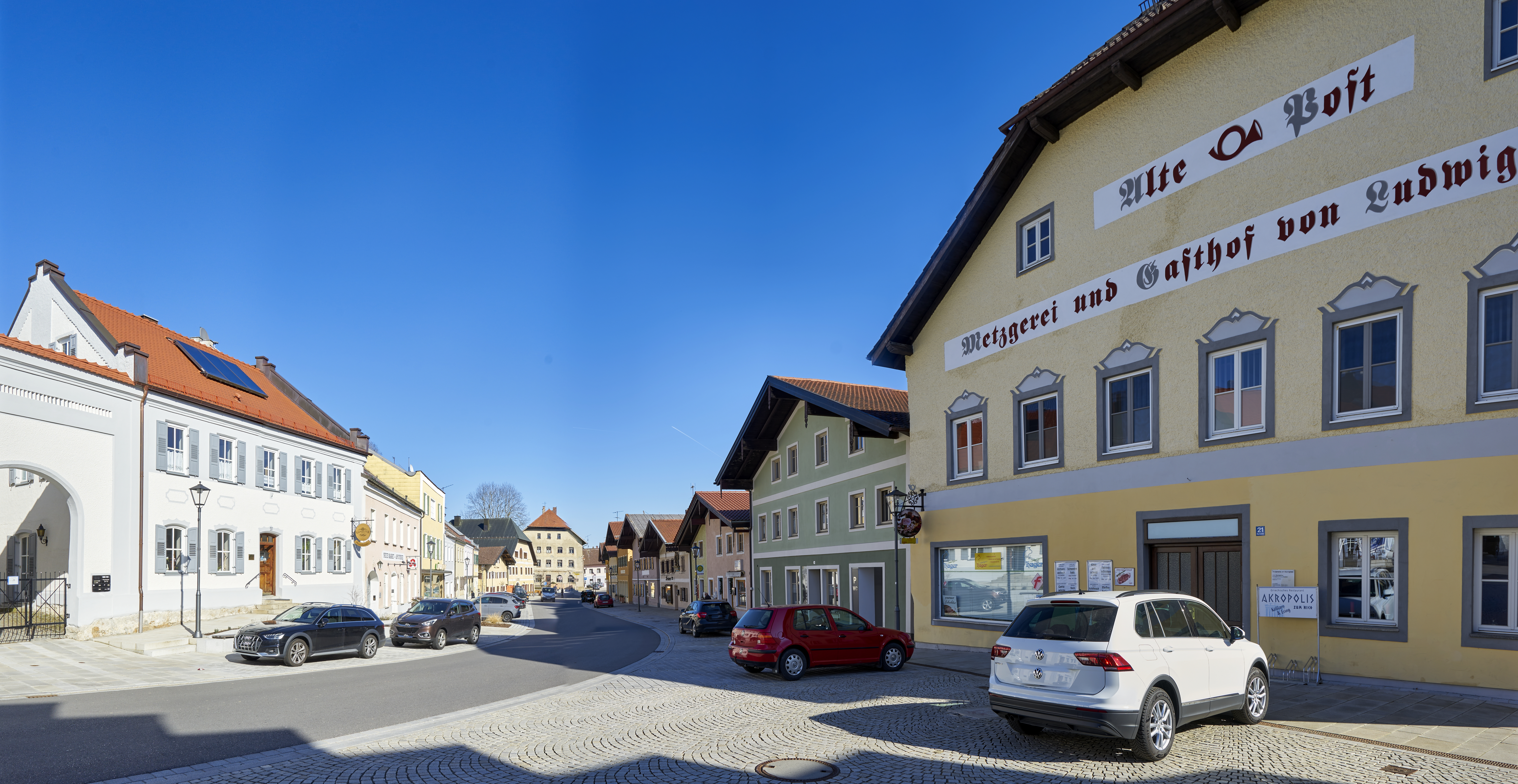
Blick vom Marktplatz nach Osten

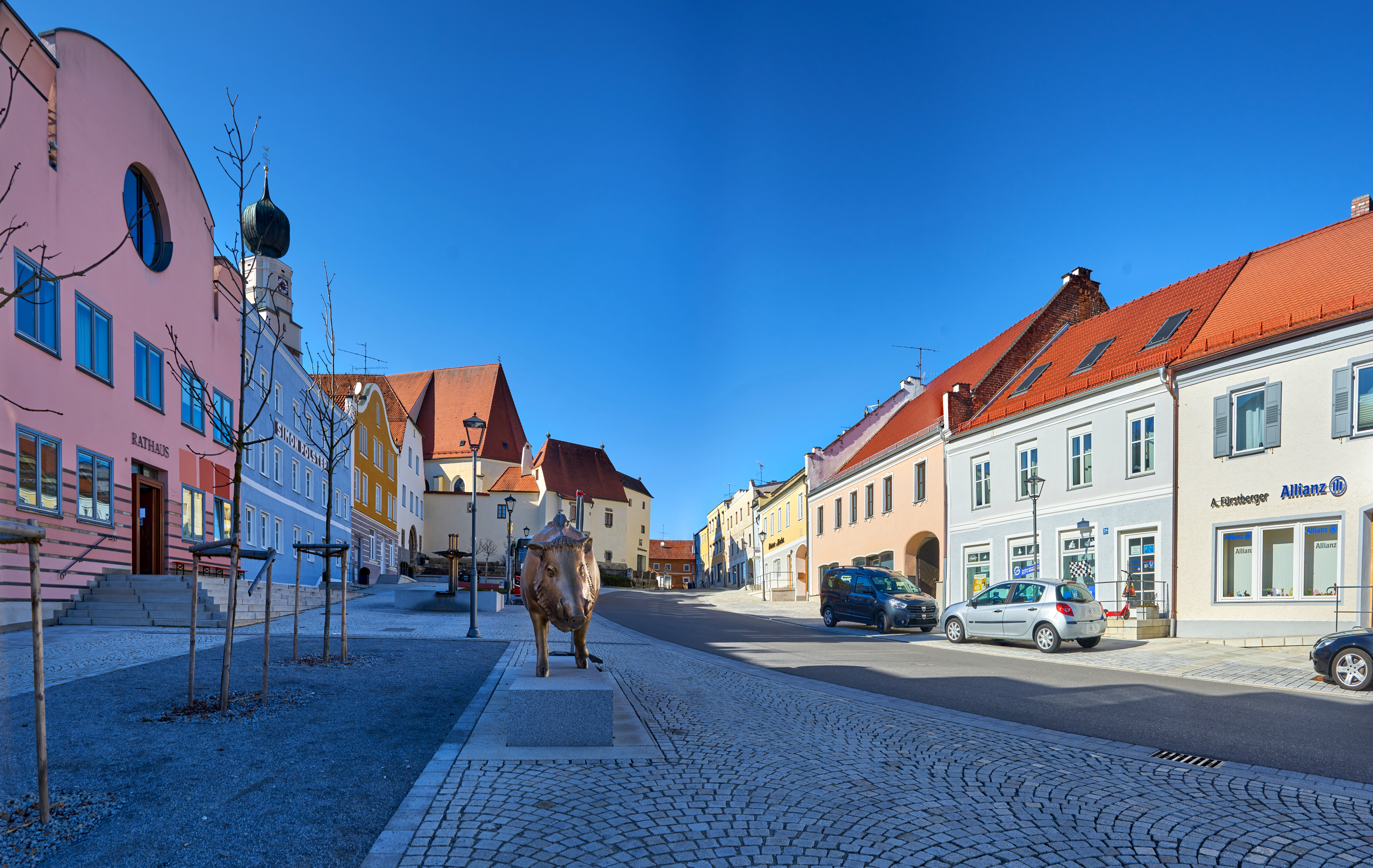
Blick vom Marktplatz nach Nordwesten

Das Ensemble umfasst die breite, hakenförmig geführte Marktstraße. Sie ist der mittlere Teil einer Straßensiedlung, die einer mehrfach gewundenen alten west-östlichen Straße folgt. Die Siedlung entwickelte sich erst im Spätmittelalter aufgrund einer großen Wallfahrt, die zu dem 1364 im Kößlhof aufgefundenen Gnadenbild einsetzte. Bei dieser ehemaligen Einöde, die als Hofanlage am Südrand des Marktes noch besteht, entstand um 1400 die Wallfahrtskirche mit ihren ältesten Teilen und wohl seit dem 15. Jahrhundert die Handwerkersiedlung zu beiden Seiten der Straße. Bereits 1488 wird Kößlarn als herzoglicher Markt genannt. Die Wallfahrt war zu dieser Zeit die größte Marienwallfahrt Niederbayerns, der am Wallfahrtsort aufblühende Verkehr und Warenumschlag zog Händler, Handwerker und Gastwirte an, die ansässig wurden. Die geistliche Betreuung der Wallfahrt lag bei der Zisterzienserabtei Aldersbach. Die nahezu geschlossene Bebauung des Marktplatzes bestand bis zur Mitte des 19. Jahrhunderts meist aus Blockbauten mit Flachsatteldächern. Von diesem Haustyp mit weitem Dachvorstand haben sich im Ortsteil des Platzes einige, wenn auch verputzte, Vertreter erhalten; daneben erinnern an der Nordseite dieses Teils einige Traufseithäuser an den Wiederaufbau nach dem Ortsbrand von 1868. Der abgewinkelte obere, nach Nordwesten ansteigende Teil des Marktes wird von der einzigartigen Baugruppe der ehemaligen Wallfahrts-, jetzt Pfarrkirche, der Kirchhofbefestigung und der damit verbundenen Pfarr-, Benefiziaten-, Mesner- und Torhäuser beherrscht. Die Kirche war im 15. und frühen 16. Jahrhundert durch die Aldersbacher Abtei weiter ausgebaut worden und mit einem geschlossenen Befestigungsring mit Mauer, Wehrgang, vier Toren umgeben worden, der 1467 zuerst genannt wird und dem Gnadenbild und den Kirchenschätzen wie auch den Bewohnern des sonst unbefestigten Marktes Schutz bot. Der Kirche südlich vorgelagert sind der Pfarrhof und stattliche Giebel- und Traufseithäuser, darunter das Rathaus. Unter den übrigen Wohnhäusern sind – soweit sie nicht stark erneuert sind – einige charakteristische Halbwalmbauten zu nennen.

## Baudenkmäler nach Ortsteilen

### Kößlarn
| Lage                                    | Objekt                                      | Beschreibung | Akten-Nr.     | Bild                                        |
| --------------------------------------- | ------------------------------------------- | --- | ------------- | ------------------------------------------- |
| Am Anger 15 (Standort)                  | Wohnhaus                                    | Zweigeschossiger und giebelständiger, Blockbau mit vorschießendem Flachsatteldach und Kniestock, 18. Jahrhundert | D-2-75-131-2  | weitere Bilder                              |
| Asenhamer Straße 4 (Standort)           | Wohnhaus                                    | Verputzter Blockbau, Anfang 19. Jahrhundert | D-2-75-131-4  | Wohnhaus                                    |
| Bachweg 5 (Standort)                    | Kleinhaus                                   | Zweigeschossiger und traufständiger, teilweise verschalter und versteinerter Blockbau mit vorschießendem Satteldach und Kniestock, 1. Drittel 19. Jahrhundert | D-2-75-131-5  | Kleinhaus                                   |
| Kesselbauerstraße 4 (Standort)          | Felsenkeller                                | Sechs Felsenkeller am Hangfuß südlich des Kößlarner Baches, Eingänge teilweise mit Ziegel und Tuffsteinblöcken, 18./19. Jahrhundert | D-2-75-131-7  | Felsenkeller                                |
| Kesselbauerstraße 4 (Standort)          | Vierseithof                                 | Stattliche Anlage, die als mittelalterliche Gründungszelle des Marktes gilt; Wohnhaus, zweigeschossiger und giebelständiger, verschalter Blockbau mit Satteldach, Giebellaube und Traufbalkon, 18. Jahrhundert; Ostflügel mit Traidkasten, zweigeschossiger Obergeschoss-Blockbau mit vorschießendem Satteldach und korbbogiger Hofeinfahrt, 1. Hälfte 19. Jahrhundert; Taubenschlag auf Holzpfosten, 19. Jahrhundert | D-2-75-131-8  | Vierseithof                                 |
| Marktplatz (Standort)                   | Kriegerdenkmal                              | Kriegerdenkmal für 1866/1870, Granitpfeiler auf sechseckigem, gestuftem Sockel mit Maßwerkaufsatz und Muttergottes aus Gusseisen, neugotisch, nach 1870. In den Jahren 2020 und 2021 saniert und renoviert, circa 20 m Richtung Kirchenportal versetzt und gedreht | D-2-75-131-25 | weitere Bilder                              |
| Marktplatz 4 (Standort)                 | Ehemals Gerberhaus                          | Ehemals Gerberhaus, zweigeschossiger und giebelständiger Halbwalmdachbau mit zum Teil verputztem Blockbau-Obergeschoss und Trocknungsluken, 2. Hälfte 18. Jahrhundert | D-2-75-131-10 | Ehemals Gerberhaus                          |
| Marktplatz 6 (Standort)                 | Wohnhaus                                    | Wohnhaus, zweigeschossiger und giebelständiger Flachsatteldach mit Kniestock, Dachvorschuss und originellem Ladeneinbau, 18. Jahrhundert | D-2-75-131-12 | Wohnhaus                                    |
| Marktplatz 11 (Standort)                | Wohnhaus                                    | Wohnhaus, zweigeschossiger und giebelständiger Flachsatteldachbau mit Kniestock, verputzt, 1. Hälfte 18. Jahrhundert | D-2-75-131-13 | Wohnhaus                                    |
| Marktplatz 13 (Standort)                | Wohnhaus                                    | Wohnhaus, zweigeschossiger und giebelständiger Obergeschoss-Blockbau, verputzt, mit vorschießendem Flachsatteldach und Hausfigur, 1. Hälfte 19. Jahrhundert | D-2-75-131-14 | Wohnhaus                                    |
| Marktplatz 20 (Standort)                | Wohnhaus                                    | Wohnhaus, zweigeschossiger und traufständiger Satteldachbau mit Giebelmauern und korbbogiger Hofeinfahrt, erbaut nach Brand 1868 | D-2-75-131-17 | Wohnhaus                                    |
| Marktplatz 22 (Standort)                | Ehemaliges Nebengebäude                     | Ehemals Nebengebäude vom Marktplatz 20, zweigeschossiger und traufständiger Satteldachbau mit Giebelmauer und gewölbten Stallungen, 18. Jahrhundert, Umbauten 2. Hälfte 19. Jahrhundert | D-2-75-131-18 | Ehemaliges Nebengebäude                     |
| Marktplatz 23 (Standort)                | Gasthof Weißbräu                            | Gasthof Weißbräu, zweigeschossiger und giebelständiger Flachsatteldachbau in Ecklage mit Standerker, Treppengiebel und zwei Strebepfeilern, im Kern wohl 17. Jahrhundert, Giebel 19. Jahrhundert | D-2-75-131-19 | Gasthof Weißbräu                            |
| Marktplatz 33 (Standort)                | Pfarrhof                                    | Pfarrhaus, ehemals Benefiziatenhaus, zweigeschossiger Halbwalmdachbau mit gekehltem Rundbogenportal und Pilasterportal zum Kirchhof, auf dem Mauerring aufsitzend, 1. Viertel 16. Jahrhundert | D-2-75-131-9  | Pfarrhof                                    |
| Marktplatz 35; Marktplatz 39 (Standort) | Pfarrkirche Hl. Dreifaltigkeit              | Ehemalige Wallfahrts-, jetzt Katholische Pfarrkirche Hl. Dreifaltigkeit, Hauptschiff und Unterbau des Westturmes Mitte 15. Jahrhundert, Chor und Turm 1518, Turmoberteil 1730, die beiden Seitenschiffe neugotisch, 1897; mit Ausstattung; Friedhofsbefestigung, vollständig erhaltene Anlage des frühen 16. Jahrhunderts, etwa siebeneckig; hohe Ringmauer mit Schießscharten, großen Rundbogennischen und Teilen des Wehrganges, vier Zugänge, davon zwei überbaut; siehe auch Marktplatz 33, 35, 37, 39, 41, Oberer Markt. | D-2-75-131-9  | weitere Bilder                              |
| Marktplatz 37 (Standort)                | Kaplanhaus                                  | Sogenanntes Kooperatorenstöckl, schmaler dreigeschossiger Satteldachbau, Anfang 16. Jahrhundert | D-2-75-131-9  | Kaplanhaus                                  |
| Marktplatz 37 (Standort)                | Südöstlicher Torbau der Kirchhofbefestigung | Zweigeschossiger und traufständiger Halbwalmdachbau mit stichbogigem Durchgang und Kastenerker, Anfang 16. Jahrhundert | D-2-75-131-9  | Südöstlicher Torbau der Kirchhofbefestigung |
| Marktplatz 39 (Standort)                | Nördlicher Torbau der Kirchhofbefestigung   | Zweigeschossiger und firstparalleler Walmdachbau mit gekehltem Stichbogenportal und Durchgang, 1. Viertel 16. Jahrhundert | D-2-75-131-9  | Nördlicher Torbau der Kirchhofbefestigung   |
| Modlerstraße 8 (Standort)               | Kleinhaus                                   | Zweigeschossiger und giebelständiger, verputzter Obergeschoss-Blockbau mit weit vorkragendem Halbwalmdach, 2. Viertel 18. Jahrhundert | D-2-75-131-26 | Kleinhaus                                   |
| Oberer Markt 1 (Standort)               | Benefiziatenhaus                            | Ehemaliges Benefiziatenhaus, zweigeschossiger und traufständiger Halbwalmdachbau, vor 1480 | D-2-75-131-9  | Benefiziatenhaus                            |
| Oberer Markt 13 (Standort)              | Kleinhaus                                   | Zweigeschossiger und giebelständiger, verschindelter Obergeschoss-Blockbau mit vorschießendem Flachsatteldach, im Kern 1. Drittel 19. Jahrhundert | D-2-75-131-28 | Kleinhaus                                   |
| Oberer Markt 16 (Standort)              | Wohnhaus                                    | Zweigeschossiger und giebelständiger, verputzter Blockbau mit vorschießendem Flachsatteldach, 2. Hälfte 18. Jahrhundert | D-2-75-131-29 | Wohnhaus                                    |

### Aspertshub
| Lage                    | Objekt                     | Beschreibung | Akten-Nr.     | Bild                       |
| ----------------------- | -------------------------- | --- | ------------- | -------------------------- |
| Aspertshub 1 (Standort) | Wohnhaus des Vierseithofes | Zweigeschossiger und traufständiger, teilweise versteinerter und verschalter Blockbau mit vorschießendem Satteldach, Kniestock und massiver Westseite, 1. Drittel 19. Jahrhundert, Dach aufgesteilt | D-2-75-131-31 | Wohnhaus des Vierseithofes |

### Bernwalln
| Lage                   | Objekt          | Beschreibung                                                 | Akten-Nr.     | Bild |
| ---------------------- | --------------- | ------------------------------------------------------------ | ------------- | ---- |
| Bernwalln 3 (Standort) | Kleinbauernhaus | Blockbau mit vorschießendem Flachdach, Mitte 19. Jahrhundert | D-2-75-131-34 | BW   |

### Ebertsfelden
| Lage                      | Objekt  | Beschreibung | Akten-Nr.     | Bild    |
| ------------------------- | ------- | --- | ------------- | ------- |
| Ebertsfelden 6 (Standort) | Kapelle | Im Stadel des Vierseithofes, von der Straße aus zugänglich, originelle Anlage mit spitzbogiger Öffnung, Ende 19. Jahrhundert | D-2-75-131-36 | Kapelle |

### Ebertsöd
| Lage                                | Objekt                     | Beschreibung | Akten-Nr.     | Bild                       |
| ----------------------------------- | -------------------------- | --- | ------------- | -------------------------- |
| Ebertsöd 1 (Standort)               | Wohnhaus des Vierseithofes | Zweigeschossiger, teilweise versteinerter Blockbau mit vorschießendem und aufgesteiltem Satteldach, Giebelschrot und kräftigem Sturzprofil, bezeichnet 1754                     | D-2-75-131-37 | Wohnhaus des Vierseithofes |
| Ebertsöd 1; Ebertsöd 1 a (Standort) | Hofkapelle                 | Giebelständiger und rippengewölbter Satteldachbau mit leicht eingezogener Polygonalapsis und verbrettertem Giebeldachreiter, neugotisch, Mitte 19. Jahrhundert; mit Ausstattung | D-2-75-131-37 | Hofkapelle                 |

### Enthof
| Lage                   | Objekt            | Beschreibung                                                                  | Akten-Nr.     | Bild              |
| ---------------------- | ----------------- | ----------------------------------------------------------------------------- | ------------- | ----------------- |
| Nähe Enthof (Standort) | Kapellenbildstock | Giebelständiges Satteldachgehäuse mit Putzrahmungen, um 1868; mit Ausstattung | D-2-75-131-38 | Kapellenbildstock |

### Griesingsreith
| Lage                         | Objekt                 | Beschreibung | Akten-Nr.     | Bild                   |
| ---------------------------- | ---------------------- | --- | ------------- | ---------------------- |
| Griesingsreith 1 (Standort)  | Ehemaliger Vierseithof | Wohnhaus, zweigeschossiger und verschalter, teilweise versteinerter Blockbau mit vorschießendem Satteldach, Kniestock und Traufschrot, Anfang 19. Jahrhundert; stattlicher Stadel, Ständerbau mit Schwellkranz und Steildach, bezeichnet 1850; Remise, Ständerbau mit Satteldach und Traufschrot, um 1850; Traidkasten, ehemals geständerter, jetzt untermauerter Obergeschoss-Blockbau mit Satteldach und Traufschrot, um 1850 | D-2-75-131-40 | Ehemaliger Vierseithof |
| In Griesingsreith (Standort) | Dorfkapelle            | Polygonal schließender und giebelständiger Satteldachbau mit Giebeldachreiter, neugotisch, Mitte 19. Jahrhundert; mit Ausstattung | D-2-75-131-39 | Dorfkapelle            |

### Hofreith
| Lage                  | Objekt                                       | Beschreibung | Akten-Nr.     | Bild                                         |
| --------------------- | -------------------------------------------- | --- | ------------- | -------------------------------------------- |
| Hofreith 1 (Standort) | Wohnstallhaus eines ehemaligen Vierseithofes | Zweigeschossiger Obergeschoss-Blockbau, mit vorschießendem Satteldach, Kniestock, verschaltem Giebel und Traufbalkon, 2. Viertel 19. Jahrhundert              | D-2-75-131-43 | Wohnstallhaus eines ehemaligen Vierseithofes |
| Hofreith 3 (Standort) | Wohnhaus des Vierseithofes                   | Zweigeschossiger und giebelständiger, verkleideter Obergeschoss-Blockbau mit vorschießendem Satteldach und korbbogiger Giebellaube, 1. Hälfte 19. Jahrhundert | D-2-75-131-45 | Wohnhaus des Vierseithofes                   |

### Holzhäuser
| Lage                    | Objekt                       | Beschreibung | Akten-Nr.     | Bild                         |
| ----------------------- | ---------------------------- | --- | ------------- | ---------------------------- |
| Holzhäuser 8 (Standort) | Wohnteil eines Einfirsthofes | Zweigeschossiger und traufständiger, teilweise verschindelter Obergeschoss-Blockbau mit vorschießendem Flachsatteldach und kleinem Traufschrot, Mitte 19. Jahrhundert | D-2-75-131-51 | Wohnteil eines Einfirsthofes |

### Hubreith
| Lage                  | Objekt                                | Beschreibung | Akten-Nr.     | Bild                                  |
| --------------------- | ------------------------------------- | --- | ------------- | ------------------------------------- |
| Hubreith 1 (Standort) | Zugehöriger Traidkasten im Nordflügel | Traufständiger Obergeschoss-Blockbau mit Flachsatteldach, 1. Drittel 19. Jahrhundert                                                                                   | D-2-75-131-52 | Zugehöriger Traidkasten im Nordflügel |
| Hubreith 6 (Standort) | Wohnhaus eines Vierseithofes          | Stattlicher zweigeschossiger und giebelständiger, teilweise verschalter Obergeschoss-Blockbau mit vorschießendem Satteldach und Traufschrot, 1. Hälfte 19. Jahrhundert | D-2-75-131-53 | Wohnhaus eines Vierseithofes          |

### Leithen
| Lage                  | Objekt                     | Beschreibung | Akten-Nr.     | Bild                       |
| --------------------- | -------------------------- | --- | ------------- | -------------------------- |
| In Leithen (Standort) | Einfirsthof                | Zweigeschossiger und traufständiger Blockbau mit vorschießendem Flachsatteldach und Giebelschrot, 1. Drittel 19. Jahrhundert                                                        | D-2-75-131-55 | Einfirsthof                |
| Leithen 1 (Standort)  | Wohnhaus des Vierseithofes | Zweigeschossiger und giebelständiger, teilweise verschalter Obergeschoss-Blockbau mit vorschießendem Flachsatteldach und zwei Giebelschroten, Ende 18. Jahrhundert                  | D-2-75-131-54 | Wohnhaus des Vierseithofes |
| Leithen 5 (Standort)  | Kapelle                    | Feldkapelle in landschaftsprägender Lage, polygonal schließender und kreuzrippengewölbter Satteldachbau mit Strebepfeilern und Giebeldachreiter, neugotisch, 1854; mit Ausstattung. | D-2-75-131-56 | weitere Bilder             |

### Malgertsham
| Lage                     | Objekt             | Beschreibung | Akten-Nr.     | Bild               |
| ------------------------ | ------------------ | --- | ------------- | ------------------ |
| Malgertsham 5 (Standort) | Zugehöriger Stadel | Verschalter Ständerbau mit Schwellkranz und Flachsatteldach, 1. Hälfte 19. Jahrhundert; Hausfigur, Maria als Himmelskönigin, barock, um 1700 | D-2-75-131-58 | Zugehöriger Stadel |

### Meier a.Hof
| Lage                     | Objekt                                  | Beschreibung | Akten-Nr.     | Bild                                    |
| ------------------------ | --------------------------------------- | --- | ------------- | --------------------------------------- |
| Meier a.Hof 1 (Standort) | Wohnhaus eines ehemaligen Vierseithofes | Zweigeschossiger und verschalter Obergeschoss-Blockbau mit vorschießendem Flachsatteldach, Kniestock und Giebelschroten, Mitte 19. Jahrhundert | D-2-75-131-60 | Wohnhaus eines ehemaligen Vierseithofes |

### Oberwesterbach
| Lage                         | Objekt                     | Beschreibung | Akten-Nr.     | Bild                       |
| ---------------------------- | -------------------------- | --- | ------------- | -------------------------- |
| Oberwesterbach 5 (Standort)  | Wohnhaus des Vierseithofes | Blockbau, zum Teil verschindelt beziehungsweise verschalt, im Kern Ende 18. Jahrhundert                                                                                      | D-2-75-131-61 | Wohnhaus des Vierseithofes |
| Oberwesterbach 13 (Standort) | Wohnhaus des Vierseithofes | Zweigeschossiger und giebelständiger Obergeschoss-Blockbau, teilweise verputzt und verschindelt, mit vorschießendem Satteldach und Kniestock, im Kern Anfang 19. Jahrhundert | D-2-75-131-62 | Wohnhaus des Vierseithofes |

### Ragern
| Lage                 | Objekt          | Beschreibung | Akten-Nr.     | Bild            |
| -------------------- | --------------- | --- | ------------- | --------------- |
| Ragern 41 (Standort) | Mitterstallhaus | Zweigeschossiger und traufständiger Satteldachbau mit Dachvorschuss, Wohnteil verschindelter Blockbau, an der Südwest-Ecke eingebaute, von der Straße zugängliche Hauskapelle, um 1900 | D-2-75-131-65 | Mitterstallhaus |

### Schmidöd
| Lage                  | Objekt                     | Beschreibung | Akten-Nr.     | Bild                       |
| --------------------- | -------------------------- | --- | ------------- | -------------------------- |
| Schmidöd 1 (Standort) | Wohnhaus des Vierseithofes | Zweigeschossiger und traufständiger, teilverschindelter Blockbau mit vorschießendem und aufgesteiltem Satteldach, Kniestock und verbrettertem Giebel, wohl Anfang 19. Jahrhundert, Dach später | D-2-75-131-67 | Wohnhaus des Vierseithofes |

### Schönmoos
| Lage                   | Objekt                     | Beschreibung | Akten-Nr.     | Bild                       |
| ---------------------- | -------------------------- | --- | ------------- | -------------------------- |
| Schönmoos 1 (Standort) | Wohnhaus des Vierseithofes | Zweigeschossiger und giebelständiger Blockbau mit vorschießendem Flachsatteldach und zwei Giebelschroten, bezeichnet 1774 | D-2-75-131-68 | Wohnhaus des Vierseithofes |

### Spielberg
| Lage                      | Objekt     | Beschreibung                                                                | Akten-Nr.     | Bild       |
| ------------------------- | ---------- | --------------------------------------------------------------------------- | ------------- | ---------- |
| Nähe Spielberg (Standort) | Hofkapelle | Kleines offenes Satteldachgehäuse mit Putzgliederung, Mitte 19. Jahrhundert | D-2-75-131-69 | Hofkapelle |

### Thanham
| Lage                   | Objekt                                | Beschreibung | Akten-Nr.     | Bild                                  |
| ---------------------- | ------------------------------------- | --- | ------------- | ------------------------------------- |
| Thanham 8 a (Standort) | Ortskapelle                           | Polygonal schließender und giebelständiger Satteldachbau mit Giebeldachreiter und Kreuzrippengewölbe, neugotisch, Mitte 19. Jahrhundert; mit Ausstattung | D-2-75-131-71 | weitere Bilder                        |
| Thanham 17 (Standort)  | Wohnhaus des ehemaligen Vierseithofes | Zweigeschossiger und traufständiger Obergeschoss-Blockbau mit vorschießendem Flachsatteldach und Traufschrot, Mitte 19. Jahrhundert                      | D-2-75-131-73 | Wohnhaus des ehemaligen Vierseithofes |

### Veitlöd
| Lage                 | Objekt                                            | Beschreibung | Akten-Nr.     | Bild                                              |
| -------------------- | ------------------------------------------------- | --- | ------------- | ------------------------------------------------- |
| Veitlöd 1 (Standort) | Wohnhaus eines Vierseithofes, Rottaler Bauernhaus | zweigeschossiger und giebelständiger, teilweise versteinerter Blockbau mit vorschießendem Flachsatteldach und Giebelschrot, 1. Viertel 19. Jahrhundert | D-2-75-131-75 | Wohnhaus eines Vierseithofes, Rottaler Bauernhaus |
| Veitlöd 1 (Standort) | Hölzerne Hofkapelle                               | Mitte 19. Jahrhundert; mit Ausstattung | D-2-75-131-76 | Hölzerne Hofkapelle                               |

## Ehemalige Baudenkmäler
In diesem Abschnitt sind Objekte aufgeführt, die früher einmal in der Denkmalliste eingetragen waren, jetzt aber nicht mehr. Objekte, die in anderem Zusammenhang – also z. B. als Teil eines Baudenkmals – weiter eingetragen sind, sollen hier nicht aufgeführt werden. Aktennummern in diesem Abschnitt sind ehemalige, jetzt nicht mehr gültige Aktennummern.

| Lage                                                 | Objekt                     | Beschreibung | Akten-Nr.            | Bild |
| ---------------------------------------------------- | -------------------------- | --- | -------------------- | ---- |
| Kellerweg 6 (Standort)                               | Traidkasten                | Zugehöriger zweigeschossiger zum Teil offener Traidkasten, 2. Viertel 19. Jahrhundert                                                    | nicht mehr vorhanden | BW   |
| Marktplatz 5 (Standort)                              | Wohnhaus                   | Wohnhaus, verputzter Blockbau mit Flachdach, 18. Jahrhundert, Putzgliederung Mitte 19. Jahrhundert                                       | nicht mehr vorhanden | BW   |
| Marktplatz 41 (Standort)                             | Mesnerhaus                 | Mesnerhaus, nördlich auf der Kirchhofbefestigung, Satteldachbau des frühen 16. Jahrhunderts, zum Teil mit spätgotischen Fenstergewänden. | nicht mehr vorhanden | BW   |
| Oberer Markt 19 (Standort)                           | Wohnhaus                   | Wohnhaus mit Flachdach und verputztem Blockbau-Obergeschoss, im Kern 18. Jahrhundert                                                     | nicht mehr vorhanden | BW   |
| Binderöd 1 (Standort)                                | Wohnhaus                   | Wohnhaus (Altbau) des Vierseithofes, Blockbau, mit kleinem Giebelschrot, 1. Hälfte 19. Jahrhundert                                       | nicht mehr vorhanden | BW   |
| Danglöd 6 (Standort)                                 | Bauernhaus                 | Bauernhaus, Blockbau mit Flachdach, kleinem Giebelschrot und giebelseitig erschlossenem Stall, Mitte 18. Jahrhundert                     | nicht mehr vorhanden | BW   |
| Druchsöd 1 (Standort)                                | Wohnhaus                   | Wohnhaus (Altbau) des Vierseithofes, Blockbau mit Flachdach, Ende 18. Jahrhundert                                                        | nicht mehr vorhanden | BW   |
| Griesingsreith 4 (Standort)                          | Wohnhaus                   | Wohnhaus, Blockbau, Anfang 19. Jahrhundert; zugehörig zu Vierseithof.                                                                    | nicht mehr vorhanden | BW   |
| Hofreith 2 (Standort)                                | Rottaler Bauernhaus        | Rottaler Bauernhaus, Flachdach-Blockbau mit Giebelschrot, Anfang 19. Jahrhundert; geständerter Stadel mit Schrot, gleichzeitig.          | nicht mehr vorhanden | BW   |
| Nähe Hofreith; an der Straße nach Kößlarn (Standort) | Kleine Wegkapelle          | Mitte 19. Jahrhundert. | nicht mehr vorhanden | BW   |
| Hoisberg 4 (Standort)                                | Traidkasten                | Zugehöriger ehemals geständerter Traidkasten, wohl 1691.                                                                                 | nicht mehr vorhanden | BW   |
| Hoisberg 5 (Standort)                                | Kleinbauernhaus            | Kleinbauernhaus, verschalter Blockbau, 3. Viertel 19. Jahrhundert                                                                        | nicht mehr vorhanden | BW   |
| Holzhäuser 4 (Standort)                              | Einfirsthof                | Einfirsthof, teilverschindelter Blockbau mit Flachdach und Giebelschrot, bezeichnet 1841.                                                | nicht mehr vorhanden | BW   |
| Holzhäuser 7 (Standort)                              | Einfirsthof                | Einfirsthof, mit Blockbau-Obergeschoss und Mittertenne, 2. Viertel 19. Jahrhundert                                                       | nicht mehr vorhanden | BW   |
| Haus Nummer 10 (Malgertsham?) (Standort)             | Lebensgroße Kreuzgruppe    | Lebensgroße Kreuzgruppe, 1. Viertel 17. Jahrhundert; straßenseitig am Stadel.                                                            | nicht mehr vorhanden | BW   |
| Preising 1 (Standort)                                | Wohnhaus des Vierseithofes | Wohnhaus des Vierseithofes, mit Blockbau-Obergeschoss und Traufschrot, 1. Drittel 19. Jahrhundert                                        | nicht mehr vorhanden | BW   |
| Schachlöd 1 (Standort)                               | Wohnhaus                   | Wohnhaus, Rottaler Typ, Blockbau mit Flachdach und Giebelschrot, Ende 18. Jahrhundert                                                    | nicht mehr vorhanden | BW   |
| Thanham 1 (Standort)                                 | Wohnhaus des Vierseithofes | Wohnhaus des Vierseithofes, mit Blockbau-Obergeschoss, 1. Hälfte 19. Jahrhundert                                                         | nicht mehr vorhanden | BW   |
| Thurn 4 (Standort)                                   | Traidkasten                | zugehöriger Traidkasten und Heuboden (Blockbau) mit Schrot, Anfang 19. Jahrhundert                                                       | nicht mehr vorhanden | BW   |
| Vormholz 1 (Standort)                                | Wohnhaus des Vierseithofes | Wohnhaus des Vierseithofes, Blockbau 1. Hälfte 19. Jahrhundert                                                                           | nicht mehr vorhanden | BW   |

## Abgegangene Baudenkmäler
In diesem Abschnitt sind Objekte aufgeführt, die früher einmal in der Denkmalliste eingetragen waren, jetzt aber nicht mehr existieren, z. B. weil sie abgebrochen wurden. Aktennummern in diesem Abschnitt sind ehemalige, jetzt nicht mehr gültige Aktennummern.

| Lage                   | Objekt   | Beschreibung | Akten-Nr.    | Bild |
| ---------------------- | -------- | --- | ------------ | ---- |
| Am Anger 13 (Standort) | Wohnhaus | Wohnhaus, verputzter Blockbau mit Flachdach und kleinen Fenstern, im Kern 18. Jahrhundert (Anmerkung: Gebäude ist abgebrochen, Ortseinsicht am 15. September 2020; im Bayerischen Denkmal-Atlas noch enthalten) | D-2-75-131-1 | BW   |